# Gjoko Taneski
Gjoko Taneski (en macedonio Ѓоко Танески), nacido el 2 de marzo de 1977, es un cantante macedonio.
El 20 de febrero, Taneski ganó el Skopje Fest 2010 y representó a Macedonia en el festival de la canción de Eurovisión 2010 con la canción "Jas ja imam silata", la cual interpretó en la primera semifinal el 25 de mayo de 2010 en Oslo, Noruega. No pudo llegar a la final celebrada el 29 de mayo de 2010.